# Pull-over
« Pull » redirige ici. Pour les autres significations, voir Pull (homonymie).
 (février 2013).
Si vous disposez d'ouvrages ou d'articles de référence ou si vous connaissez des sites web de qualité traitant du thème abordé ici, merci de compléter l'article en donnant les références utiles à sa vérifiabilité et en les liant à la section « Notes et références ».

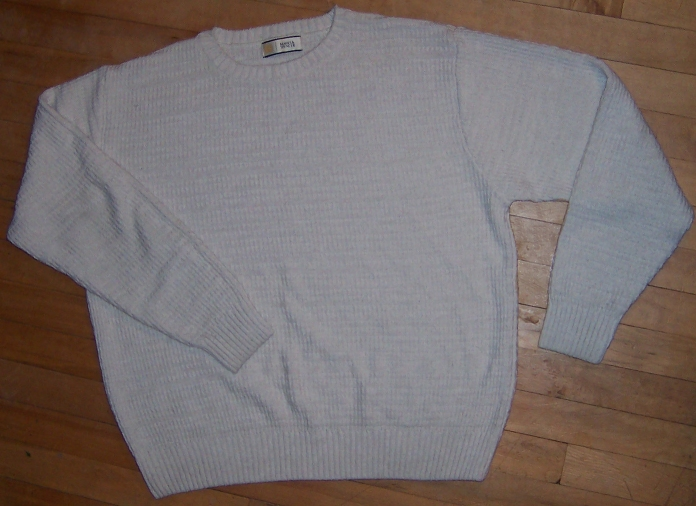
Pull-over sans col.

Un pull-over (de l'anglais to pull over, tirer par-dessus [la tête]), un chandail ou encore un tricot, est un vêtement tricoté qui couvre les épaules, le dos, le torse et surtout les bras (sinon, il s'agit d'un débardeur). Il est généralement en laine, parfois en d'autres fibres textiles. Les manches sont longues et il s'enfile par la tête, d'où son nom.
L'encolure est l'ouverture pratiquée pour passer la tête. Sa forme peut varier selon des règles à la fois esthétiques et pratiques. Différentes formes existent : col ras-du-cou, encolure ronde, encolure en V, col bateau, col cheminée, col roulé, col boule, col Claudine, col rabattu, etc.

## Étymologie
Le mot chandail, attesté en 1894, est une abréviation populaire de marchand d'ail,, qui désignait aux Halles de Paris les ouvriers bretons du marché aux légumes,  puis, par métonymie et aphérèse, le tricot qu'ils portaient.
Le mot « pull » est une abréviation de pull-over, verbe anglais désignant l'action de tirer le vêtement par-dessus la tête pour l'enfiler ou le retirer.

## Types de pull-over

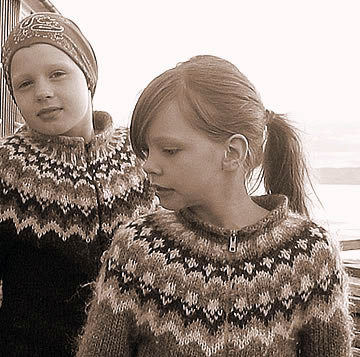
Pull islandais, ou lopapeysa.

Le pull marin armoricain, bleu marine uni ou rayé bleu marine et blanc, avec un col cheminée boutonné sur l'épaule, fait partie de l'habillement des marins pêcheurs bretons et normands, des plaisanciers et des sportifs. Il est généralement tricoté avec plusieurs brins d'une laine fine, lourde et très robuste, en mailles très serrées pour empêcher le vent de traverser.
Le pull marin de Guernesey, sans boutonnage, a la particularité d'être totalement symétrique, le devant et le dos sont identiques. Des empiècements en losange sous les aisselles facilitent les mouvements.
Le pull irlandais, ou pull d'Aran, a une encolure traditionnellement ronde en double, mais on en trouve désormais de différentes formes. Il est tricoté dans une laine épaisse et lourde de couleur écrue, avec des motifs en relief en forme de torsades, d'épis, de points de blé, etc. Ces motifs, dont la combinaison des multiples variétés est immense, permettaient de personnaliser les tricots des différentes familles de pêcheurs et facilitaient l'identification des corps en cas de naufrages.
Le Fair Isle est un style de tricot jacquard originaire de Fair Isle, une île du nord de l’Écosse, dans l'archipel des Shetland.
Le pull des sous-mariniers anglais, ou « submariner », à col roulé écru ou marine, équipe la Royal Navy pendant les deux guerres mondiales. Il est adopté ensuite par les motocyclistes durant les années 1950.
Le pull norvégien est à motifs jacquard sur la poitrine et le haut des manches.
Le pull islandais, ou lopapeysa, possède lui aussi une encolure ronde en double, mais il est tricoté dans une laine plus épaisse et aussi plus légère tout en restant très solide et extrêmement chaud, avec des motifs jacquard autour des épaules et de la poitrine, ainsi qu'au niveau des poignets et du bas du buste. Ils sont aussi très variés, car constitués de formes géométriques diverses comme des torsades, des pyramides, des tresses, etc., mais ces dessins ne sont pas en relief. Ce sont aussi ces particularités qui forment le caractère unique de chaque pull-over, et qui permettaient à chaque marin d'avoir son modèle personnalisé. La beauté de ces motifs ne doit pas nous faire oublier qu'ils ont souvent servi à identifier des naufragés.
Le pull cowichan, du nom d'une vallée du Canada, est traditionnellement un gros pull tricoté serré dans une très grosse laine lourde et solide. Il est terminé par un col rabattu ressemblant à un col châle court, et il est reconnaissable grâce à ses motifs géométriques indiens en jacquard ou rebrodés sur l'ouvrage fini. Communément de couleur beige, écru et marron. Ces lourds tricots très épais, aussi souvent tricotés en blouson fermés par une solide fermeture éclair ou des boutons de bois ou de corne, permettent encore aux bûcherons et aux chasseurs d'affronter les vents et les froids canadiens.
Le pull avec gilet coordonné est un twinset.

## Formes de pull-over

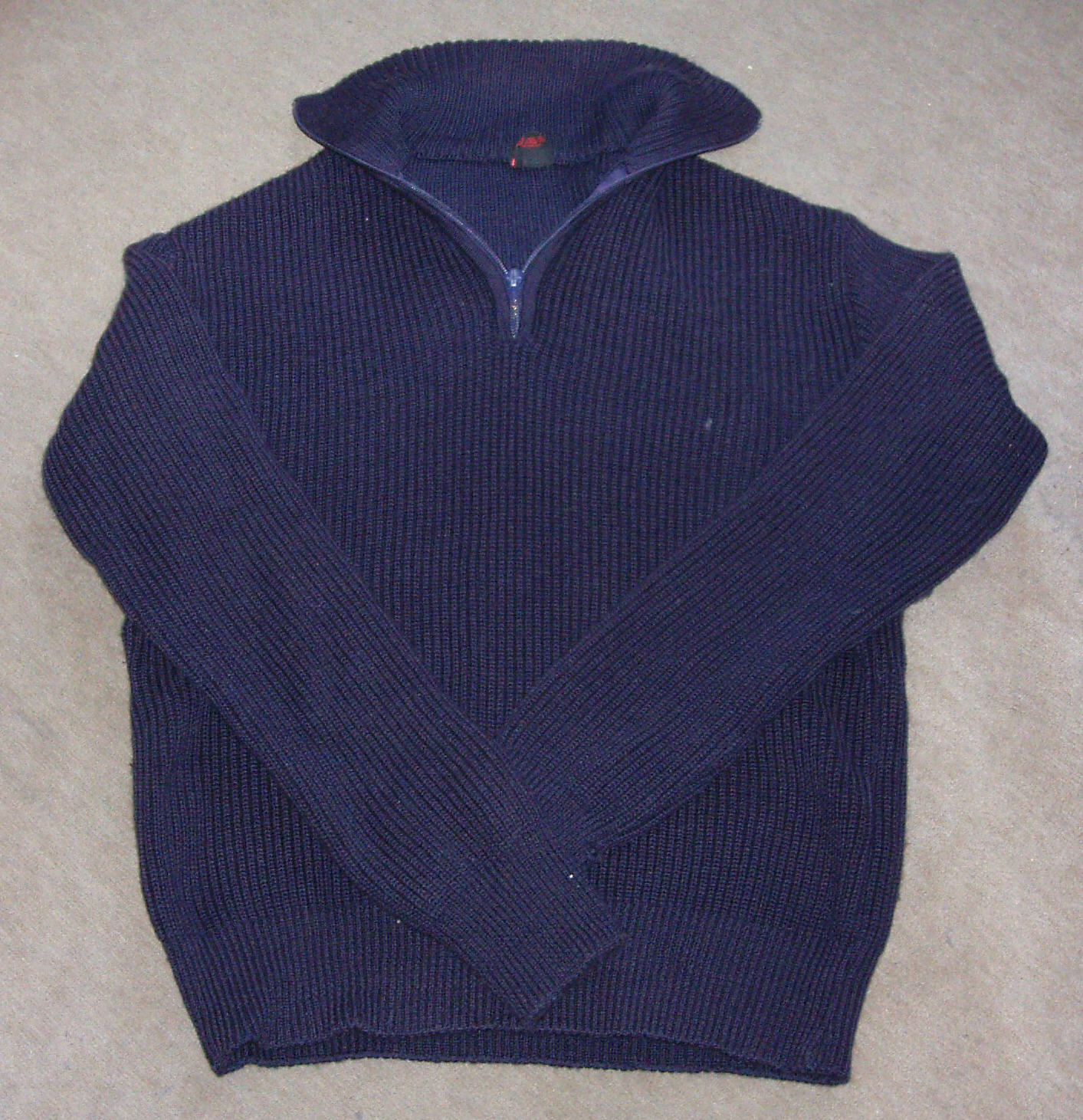
Pull-over à col camionneur.

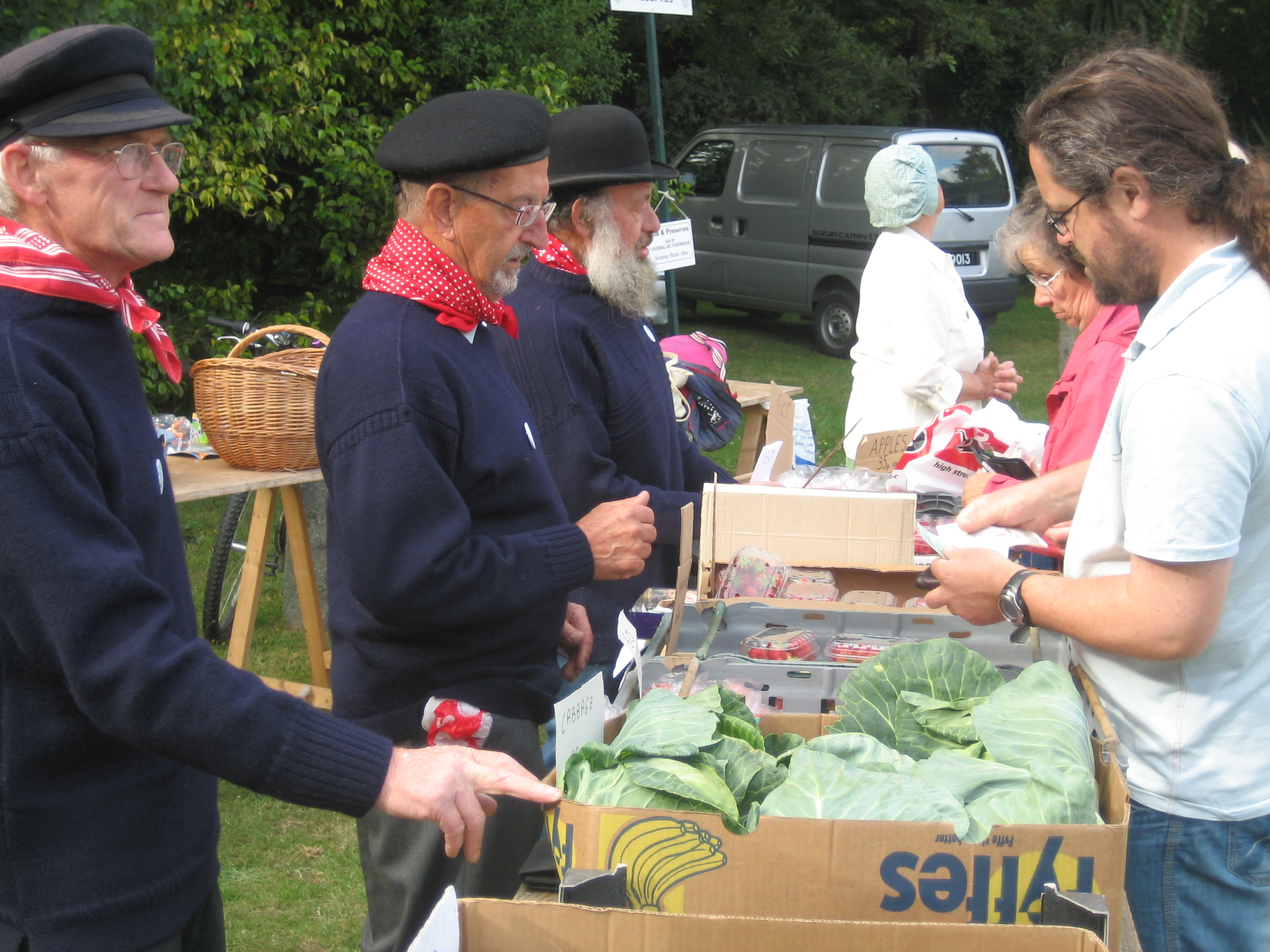
Guernesais portant leur Guernesey.

Les pulls sont souvent désignés par leur forme :
Par la forme de leur encolure :
- encolure ras-du-cou ou col rond
- encolure arrondie (avec décolleté)
- encolure en V
- col cheminée
- col roulé
- col polo
- col châle
- col camionneur
- col boule
- col rouloté
- col bateau
- col capuche, etc.

Par la forme de la coupe générale :
- boîte
- brassière
- chauve-souris
- poncho
- trapèze, etc.

## Matières utilisées
- La laine de mouton est la première matière utilisée pour tricoter un pull-over. Elle peut être de qualité très différente selon la race du mouton. Par exemple le mouton mérinos très connu, ou d'autres qui le sont moins, comme le texel ou le leicester. Certaines races de mouton françaises, à vocation lainière, sont menacées de disparition par manque de débouchés (Solognote, Noire du Velay, etc.). Certains éleveurs passionnés ont cependant relancé la valorisation de leur laine par la transformation en pelotes, pulls et autres. La laine lambswool provient de l’agneau qui est tondu la toute première fois de sa vie. C'est une laine qui est courte, très très douce, fine et légère aussi. On l’obtient seulement une seule fois lors de cette première tonte, elle est donc de ce fait rare, les agneaux ont environ 6 mois lors de cette première tonte. Il existe environ 450 races de moutons domestiques. Certaines races comme le mouton d'Islande produisent une laine chaude et soyeuse d'une grande qualité.
- La laine mohair. Célèbre laine réputée à raison pour ses qualités isothermes, sa résistance et sa facilité d'entretien. Elle est obtenue à partir de chèvres angora, qui produisent un poil qui est 3 à 4 fois plus fin qu'un cheveu humain. S'il existe des qualités diverses sur le marché, elles sont moins dues à l'origine des animaux qu'au soin apporté au traitement de la matière première.
- La laine angora, tout aussi célèbre, est obtenue à partir de lapins angora. Cette fibre aux qualités reconnues et d'une extraordinaire douceur, est souvent mélangée avec de la laine de mouton (environ 70 % angora pour 30 % de laine), afin d'en augmenter la robustesse et la tenue. Les meilleurs produits sont mélangés avec des laines de mérinos par exemple.
- La laine alpaga, produite à partir de la toison des animaux du même nom, sorte de petit camélidé ressemblant au lama et vivant en Amérique latine. La fibre de cette laine est extrêmement fine (seulement 20 à 25 micromètres), ce qui en fait un produit aux bonnes qualités isothermes. Comme pour l'angora, l'alpaga est aussi mélangé avec de la laine de mouton pour en augmenter solidité et tenue. Afin de conserver au fil sa qualité, on le mélangera de préférence avec de la laine mérinos[10].
- La laine shetland est le produit de la tonte des moutons originaire de l'île du même nom. Cette fibre est rustique et robuste. Les pulls en shetland, typiques des années 1980, étaient connus pour « gratter » la peau. Pour cette raison, ils sont tombés en désuétude, mais reviennent avec la vogue du vintage.
- La laine de cachemire, est obtenue par la chèvre pashmina vivant sur les hauts plateaux du Népal et du Tibet. Dans un tel cadre de vie, rien d'étonnant à ce que cette laine soit parmi les plus chaudes (c'est-à-dire aux qualités isothermes suprêmes). La fibre est la plus fine, ne dépassant pas 15 à 20 micromètres et son aspect soyeux est chatoyant. Cette laine doit son nom aux commerçants cashmiris qui sont les premiers à avoir travaillé cette fibre.

La fibre de mérinos mesure de 16 à 22 micromètres, la laine d’agneau entre 14 et 16 micromètres, celle du mouton croisé de 22 à 40 micromètres et celle du mouton commun de 50 à 70 micromètres.

## Pull moche
- Une Journée du pull moche de Noël (Ugly Christmas Sweater Day) est organisée tous les ans à Noël[11]
- Un championnat du monde du pull le plus moche est organisé à Albi dès novembre 2017[12]